# Tubeporella
Tubeporella es un género de foraminífero bentónico de la familia Tuberitinidae, de la superfamilia Parathuramminoidea, del suborden Fusulinina y del orden Fusulinida. Su especie tipo es Tubeporella biloculata. Su rango cronoestratigráfico abarca desde el Lochkoviense (Devónico inferior) hasta el Givetiense (Devónico medio).

## Discusión
Clasificaciones más recientes incluirían Tubeporella en el suborden Parathuramminina, del orden Parathuramminida, de la subclase Afusulinina y de la clase Fusulinata.

## Clasificación
Tubeporella incluye a las siguientes especies:
- Tubeporella biloculata †
- Tubeporella microsphaera †
- Tubeporella minuta †